# Jack Antonoff
Jack Michael Antonoff (Bergenfield, 1984. március 31. –) kilencszeres Grammy-díjas amerikai énekes, producer, zenész és dalszerző. A Bleachers rockegyüttes frontembere, illetve a Fun pop-rock együttes gitárosa és dobosa. Korábban a Steel Train énekese is volt. Az együttesekkel folytatott munkája mellett olyan előadókkal dolgozott együtt dalszerzőként és producerként, mint Taylor Swift, a The 1975, Lorde, St. Vincent, a Florence and the Machine, Lana Del Rey, a Fifth Harmony, Kevin Abstract, Carly Rae Jepsen, a The Chicks, a Tegan and Sara és Clairo. Antonoffot a 2010-es évek közepe óta gyakran nevezik meg, mint a kortárs zene hangzásának egyik legnagyobb befolyásolója. 
Antonoffot jelölték Golden Globe-díjra és többszörös Grammy-díjas is. 2022-ben, 2023-ban és 2024-ben is elnyerte az Év producere díjat az utóbbi gálán. Ezek mellett a Funnal folytatott munkásságáért, produceri munkájáért Swift 1989, illetve Folklore című albumain és St. Vincent Daddy’s Home albumán is díjazták.

## Díjak
| Díj              | Év   | Jelölt/Munka                            | Kategória                                  | Eredmény | For.   |
| ---------------- | ---- | --------------------------------------- | ------------------------------------------ | -------- | ------ |
| Golden Globe-díj | 2014 | Sweeter than Fiction                    | Legjobb eredeti filmbetétdal               | Jelölve  | [ 2 ]  |
| Gracie Awards    | 2021 | Folklore: The Long Pond Studio Sessions | Legjobb varieté                            | Elnyerte | [ 3 ]  |
| Grammy-díj       | 2013 | Fun                                     | Legjobb új előadó                          | Elnyerte | [ 4 ]  |
| Grammy-díj       | 2013 | We Are Young                            | Az év felvétele                            | Jelölve  | [ 5 ]  |
| Grammy-díj       | 2013 | We Are Young                            | Az év dala                                 | Elnyerte | [ 4 ]  |
| Grammy-díj       | 2013 | We Are Young                            | Legjobb popduó vagy -együttes teljesítmény | Jelölve  | [ 5 ]  |
| Grammy-díj       | 2013 | Some Nights                             | Legjobb popalbum                           | Jelölve  | [ 5 ]  |
| Grammy-díj       | 2013 | Some Nights                             | Az év albuma                               | Jelölve  | [ 5 ]  |
| Grammy-díj       | 2016 | 1989                                    | Az év albuma                               | Elnyerte | [ 6 ]  |
| Grammy-díj       | 2018 | Melodrama                               | Az év albuma                               | Jelölve  | [ 7 ]  |
| Grammy-díj       | 2018 | I Don’t Wanna Live Forever              | Legjobb vizuális média számára írt dal     | Jelölve  | [ 7 ]  |
| Grammy-díj       | 2019 | Masseduction                            | Legjobb alternatív zenei album             | Jelölve  | [ 8 ]  |
| Grammy-díj       | 2019 | Masseduction                            | Legjobb rockdal                            | Elnyerte | [ 8 ]  |
| Grammy-díj       | 2020 | Norman Fucking Rockwell!                | Az év albuma                               | Jelölve  | [ 9 ]  |
| Grammy-díj       | 2020 | Norman Fucking Rockwell                 | Az év dala                                 | Jelölve  | [ 9 ]  |
| Grammy-díj       | 2020 | Önmaga                                  | Az év producere, nem klasszikus            | Jelölve  | [ 9 ]  |
| Grammy-díj       | 2021 | Folklore                                | Az év albuma                               | Elnyerte | [ 10 ] |
| Grammy-díj       | 2021 | Önmaga                                  | Az év producere, nem klasszikus            | Jelölve  | [ 10 ] |
| Grammy-díj       | 2022 | Evermore                                | Az év albuma                               | Jelölve  | [ 11 ] |
| Grammy-díj       | 2022 | Daddy’s Home                            | Legjobb alternatív zenei album             | Elnyerte | [ 10 ] |
| Grammy-díj       | 2022 | Önmaga                                  | Az év producere, nem klasszikus            | Elnyerte | [ 11 ] |
| Grammy-díj       | 2023 | Önmaga                                  | Az év producere, nem klasszikus            | Elnyerte |        |
| NME Awards       | 2022 | Önmaga                                  | Dalszerző díj                              | Elnyerte | [ 12 ] |
| Satellite Awards | 2018 | I Don’t Wanna Live Forever              | Legjobb eredeti dal                        | Jelölve  | [ 13 ] |
| Satellite Awards | 2019 | Strawberries & Cigarettes               | Legjobb eredeti dal                        | Jelölve  | [ 14 ] |

## Diszkográfia
| Outline - Outline (2000) - 6 Song Demo (2000) - A Boy Can Dream (2001) Steel Train - For You My Dear (2003) - Twilight Tales from the Prairies of the Sun (2005) - Trampoline (2007) - Steel Train Is Here (2009) - Steel Train (2010) | Fun. - Aim and Ignite (2009) - Some Nights (2012) Bleachers - Strange Desire (2014) - Gone Now (2017) - Take the Sadness Out of Saturday Night (2021) Red Hearse - Red Hearse (2019) Filmzenék - A hang ereje (2013) - A sötét ötven árnyalata (2017) - Kszi, Simon (2018) - Minyonok: Gru színre lép (2022) | Producerként - The Chicks – Gaslighter (2020) - Clairo – Sling (2021) - Florence and the Machine - Dance Fever (2022) - Lana Del Rey – Norman Fucking Rockwell! (2019), Violet Bent Backwards over the Grass (2020), Chemtrails over the Country Club (2021), Did You Know That There’s a Tunnel Under Ocean Blvd (2023) - Lorde – Melodrama (2017), Solar Power (2021) - Kevin Abstract – Arizona Baby (2019) - St. Vincent – Masseduction (2017), Daddy's Home (2021) - Taylor Swift – 1989 (2014), Reputation (2017), Lover (2019), Folklore (2020), Evermore (2020), Fearless (Taylor’s Version) (2021), Red (Taylor’s Version) (2021), Midnights (2022), Speak Now (Taylor’s Version) (2023), 1989 (Taylor’s Version) (2023) - The 1975 – Being Funny in a Foreign Language (2022) |